# 모닝글로리호

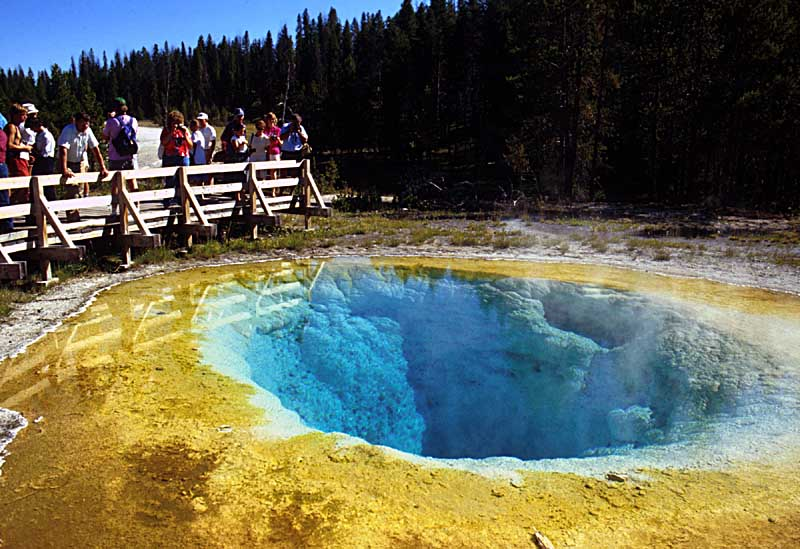
모닝글로리호

모닝글로리호(Morning Glory Pool)는 세계 최초의 국립공원인 미국 북부 몬태나주 옐로스톤 국립공원에 있는 유명하고 아름다운 간헐온천 호수중 하나이다. 흔히 많은 사람들이 산성 호수라서 위험하다고 하지만, 실제로는 산성과는 상관이 없는 호수이다. 블랙풀과 같은 국립공원에 위치해서 블랙풀과 혼동되는 호수중 하나로 남아있다

## 유래
모닝글로리호수는 모양이 나팔꽃과 같은 짙은 푸른색의 생김새 때문에 모닝글로리 호수라고 이름 붙여졌다.

## 염산 호수라는 것에 대한 오해
오랜 세월 관광객들이 동전이나 쓰레기를 많이 버려, 분출구가 막히고 온도 등에 이상이 생겨 짙은 푸른색은 퇴색하고 호숫가에 노랗고 붉은 조류가 생기게 되었다. 이러한 이유로 일부에서 사진만 보고 해당 호수가 강한 산성을 띄며, 들어가는 즉시 녹아버릴 정도로 위험한 수준이라는 이야기를 퍼뜨렸지만 이는 사실이 아니다. 인터넷에 존재하는 산성 호수라고 나오는 사진들은 모닝 글로리호이며, 모닝 글로리호 및 블랙풀이라고 하는 곳은 산성 호수와는 상관이 없다. 모닝 글로리호와 블랙풀이 동일한 호수라고 하는 주장도 있지만, 실제로는 두 호수 각각 옐로스톤 국립공원에 존재하는 온천 호수이다.

## 갤러리
모닝글로리호의 이미지
- Jack Ellis Haynes, 1916년
- 1966년
- 1970년
- 2005년
- 2014년
- 2021년